# Фільєра
Фільє́ра (фр. filière — «волочильня») — калібрувальна деталь екструзійних або волочильних машин.

## Загальний опис
Фільєра для виробництва хімічних волокон виготовляється з тугоплавких металів — платини, нержавіючої сталі та ін — у формі циліндричного ковпачка або диска з тонкими отворами. Через ці отвори продавлюють розплавлену масу і отримують нитки.
Фільєри високопродуктивних ливарних автоматів для масового виробництва свинцевих пломб і цинкових ронделів виготовляють з бронзи (переважно олов'янистої).
Фільєри використовуються при виготовленні порошкового дроту, який виробляють з тонкої сталевої стрічки шляхом згортання її в трубку і протягування через калібрований отвір-фільєри.
Фільєра також є формуючим елементом плівково-полімерного екструдера, екструдера харчових продуктів і тд.

## Галерея

Фільєри для гарячої екструзії алюмінієвого сплаву
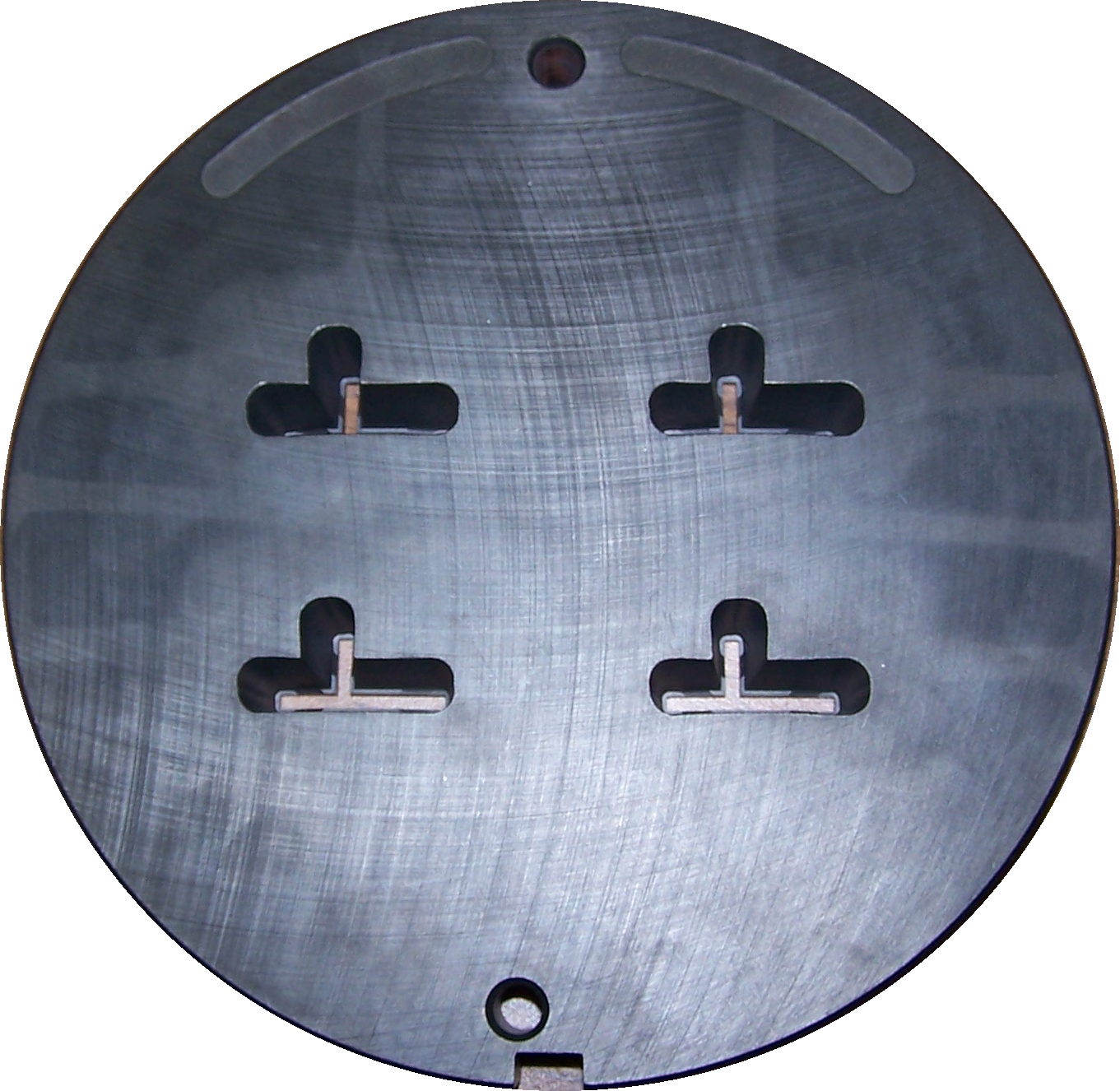
Передня сторона формотворної матриці (діаметром 228 мм і товщиною 3 мм) екструзійної головки з фільєрами
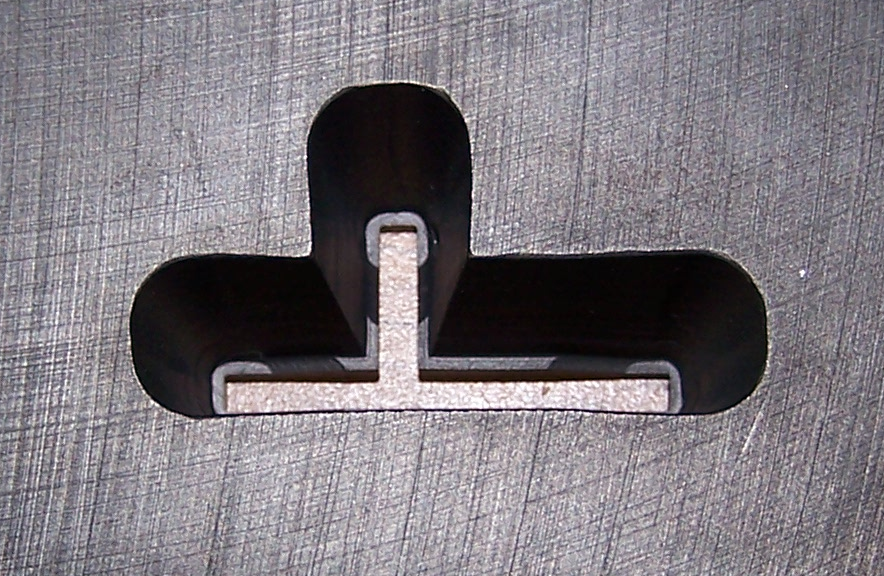
Збільшене зображення фільєри
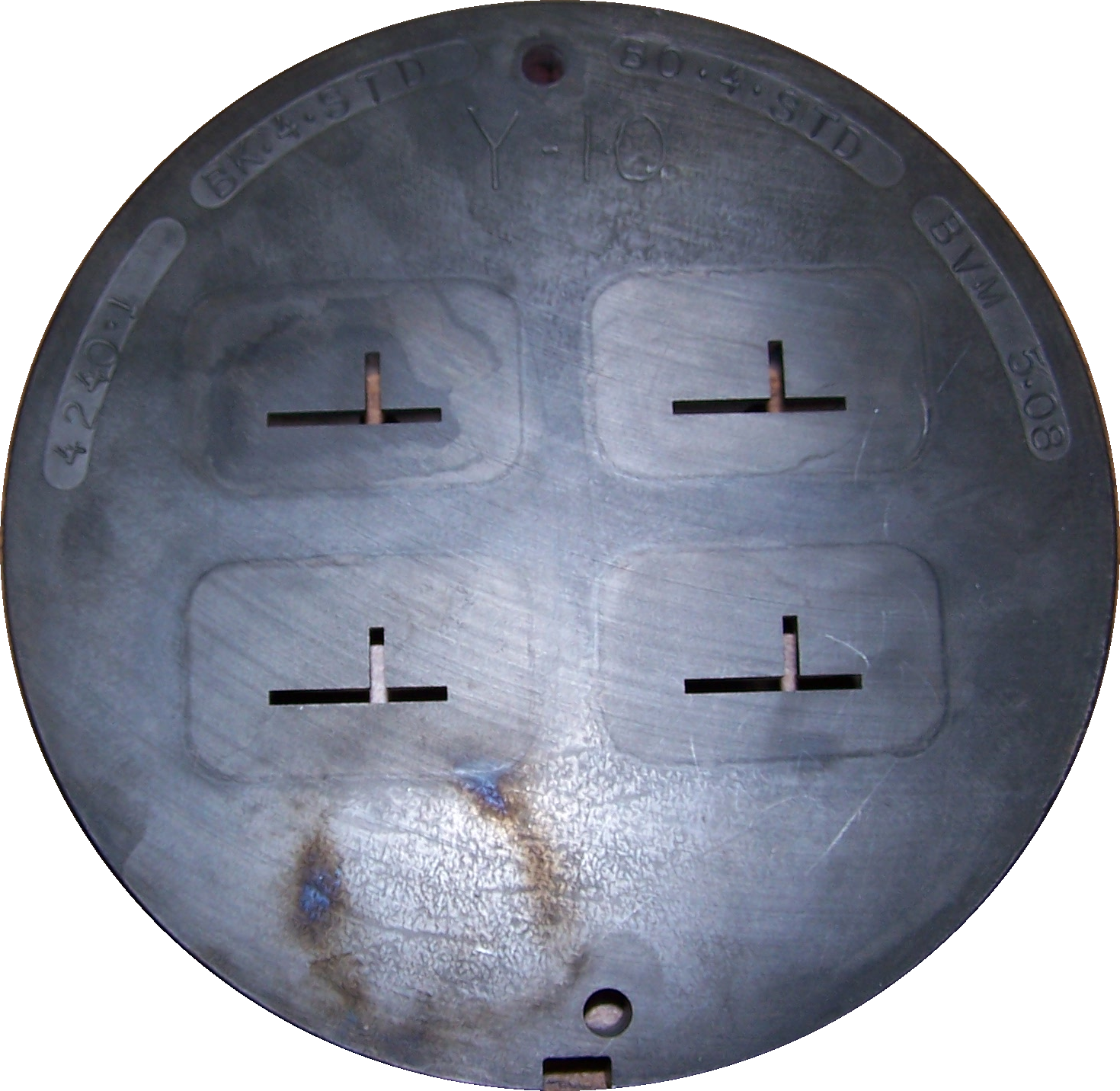
Зворотня сторона формотворної матриці екструзійної головки з фільєрами.